# Bundesstraße 265
De Bundesstraße 265 (kort: B265) is een bundesstraße in de Duitse deelstaten Noordrijn-Westfalen en Rijnland-Palts.
De B265 loopt vanaf de Barbarossaplatz in Keulen in zuidwestelijke richting naar de stad Prüm in de Eifel.

## Verloop
De Bundesstraße 265 begint in Keulen en kruist de A4 bij de afrit Köln-Klettenberg, loopt door Hürth naar Erftstadt waar hij de A1/A61 kruist. De B265 loopt via Zülpich en Weiler in der Ebene, kruist de B56, de B477 en de B56n. De B265 loopt naar de Eifel door Schleiden, waar de B265 de B266 en de B258 kruist, door Hellenthal, waarna de weg vlak langs de Belgische grens loopt. Bij Losheim sluit de B421 aan en loopt de B 265 door de Schnee-Eifel naar Prüm. Hier sluit de B410 aan, waarna de B265 bij afslag Prüm-Süd aansluit op de B51.
B1 · B3 · B7 · B8 · B9 · B10 · B26 · B27 · B35 · B37 · B38 · B39 · B40 · B41 · B42 · B43 · B43a · B44 · B45 · B47 · B48 · B49 · B50 · B51 · B52 · B53 · B54 · B55 · B55a · B56 · B56n · B57 · B58 · B59 · B61 · B62 · B63 · B64 · B65 · B66 · B66n · B67 · B68 · B70 · B80 · B83 · B84 · B219 · B220 · B221 · B223 · B224 · B225 · B226 · B227 · B228 · B229 · B230 · B231 · B233 · B234 · B235 · B236 · B237 · B238 · B239 · B241 · B249 · B250 · B251 · B252 · B253 · B254 · B255 · B256 · B257 · B258 · B259 · B260 · B261 · B262 · B263 · B264 · B265 · B266 · B267 · B268 · B269 · B270 · B271 · B272 · B274 · B275 · B277a · B278 · B279 · B284 · B288 · B323 · B324 · B326 · B327 · B399 · B400 · B403 · B405 · B406 · B407 · B409 · B410 · B411 · B412 · B413 · B414 · B416 · B417 · B418 · B419 · B420 · B421 · B422 · B423 · B424 · B426 · B427 · B428 · B429 · B448 · B449 · B450 · B451 · B452 · B453 · B454 · B455 · B456 · B457 · B458 · B459 · B460 · B469 · B473 · B474 · B475 · B476 · B477 · B478 · B479 · B480 · B481 · B482 · B483 · B484 · B485 · B486 · B487 · B488 · B489 · B499 · B504 · B506 · B507 · B508 · B509 · B510 · B511 · B513 · B514 · B515 · B516 · B517 · B519 · B520 · B521 · B525 · B528 · B611